# Кузьмино (Богдановщинське сільське поселення)
Кузьмино (рос. Кузьмино) — присілок Сафоновського району Смоленської області Росії. Входить до складу Богдановщинського сільського поселення.
Населення — 4 особи (2007 рік).